# 3937 Bretagnon
3937 Bretagnon è un asteroide della fascia principale. Scoperto nel 1932, presenta un'orbita caratterizzata da un semiasse maggiore pari a 3,0658772 UA e da un'eccentricità di 0,0303543, inclinata di 8,84369° rispetto all'eclittica.